# Popești (Vâlcea)
Popeşti è un comune della Romania di 3 177 abitanti, ubicato nel distretto di Vâlcea, nella regione storica dell'Oltenia. 
Il comune è formato dall'unione di 7 villaggi: Curtea, Dăești, Firijba, Meieni, Popești, Urși, Valea Caselor.
Nel villaggio Ursi appartenente al comune Popesti è presente una chiesa monumentale costruita completamente in legno, la chiesa dell'Annunciazione e dell'archangelo Michele, costruita probabilmente nel 1757. Nella sua forma attuale è rivestita internamente e esternamente da alcune pitture murali colorate nella vecchia tradizione Bizantina ed è il risultato della rinnovazione del 1843. Necessita di rinnovazioni, che non sono state programmate.